# Loranthomitoura
Loranthomitoura là một chi bướm ngày thuộc họ Lycaenidae.